# Wulfenit
Wulfenit är ett blymolybdat och sekundärt hydrotermalt malmmineral. Wulfenit bildar oftast kvadratformade platta tavelformade kristaller. I ren form är mineralet färglöst men oftast har det gul till röd färg eller andra färger.

## Historia
Wulfenit upptäcktes 1785 i Bad Bleiberg i Österrike av Franz Xavier von Wulfen.

## Förekomst
Mineralet kan hittas i hydrotermala blymalmer, bland annat i Tsumebgruvan i Namibia och Red Cloud Mine i Arizona, USA. I Sverige  har det hittats i Lovisagruvan Västmanland.